# Super Taylor
Super Taylor es el octavo álbum de estudio del cantautor estadounidense Johnnie Taylor. Fue publicado en abril de 1974 a través del sello discográfico Stax Records.

## Recepción de la crítica
Un escritor no especificado de la revista Cash Box declaró: “Con una precisión devastadora, la voz de Taylor se mezcla perfectamente con los arreglos para crear un paquete fantástico, digno de atención”.

## Lista de canciones
| Lado uno |                      |                     |          |  |
| N.º      | Título               | Escritor(es)        | Duración |  |
| 1.       | «It's September»     | Dennis Gilmore      | 3:33     |  |
| 2.       | «Darling I Love You» | Norma Toney         | 2:50     |  |
| 3.       | «Try Me Tonight»     | Don Davis           | 3:19     |  |
| 4.       | «Free»               | Davis LaMarr Thomas | 3:52     |  |

| Lado dos |                                          |                          |          |  |
| N.º      | Título                                   | Escritor(es)             | Duración |  |
| 1.       | «I've Been Born Again»                   | Davis James Dean         | 3:18     |  |
| 2.       | «At Night Time (My Pillow Tells a Tale)» | Davis Dean               | 3:44     |  |
| 3.       | «It Don't Pay to Get Up in the Morning»  | Mack Rice Betty Crutcher | 3:43     |  |
| 4.       | «Just One Moment»                        | Homer Banks Carl Hampton | 4:37     |  |

## Créditos y personal
Créditos adaptados desde las notas de álbum de Super Taylor.
Personal técnico
- Don Davis – productor, mezclas
- Wade Marcus – arreglos en «Darling I Love You» y «Try Me Tonight»
- Johnny Allen – arreglos en «At Night Time (My Pillow Tells a Tale)», «It Don't Pay to Get Up in the Morning» y «Just One Moment»
- Robert Eaton – arreglos vocales
- Jerry Masters – ingeniero de audio
- Jerry Estes – ingeniero de audio
- The Stax Organization – dirección artística, diseño

## Posicionamiento
| Gráfica (1974)                             | Pico de posición |
| ------------------------------------------ | ---------------- |
| Estados Unidos (Billboard Top LP's & Tape) | 182              |
| Estados Unidos (Billboard Soul LP's)       | 10               |